# Ambalkebrek
Ambalkebrek is een bestuurslaag in het regentschap Kebumen van de provincie Midden-Java, Indonesië. Ambalkebrek telt 1249 inwoners (volkstelling 2010).